# Магла (филм из 1980)
Магла (енгл. The Fog) је амерички хорор филм из 1980. режисера Џона Карпентера, са Адријен Барбо, Џејми Ли Кертис, Томом Аткинсом, Џенет Ли и Халом Холбруком у главним улогама. 2005. године је снимљен римејк овог филма, али је добио далеко лошије оцене критичара и публике.
Филм је снимљен 2 године након Ноћи вештица и много глумаца, као и режисер, сценаристе и продуценткиња су исти у оба филма, иако Магла не представља никакав наставак Ноћи вештица.

## Радња
Непосредно пред велико славље поводом стогодишњице од оснивања калифорнијског града, Антонио Беј, почињу да се дешавају чудне ствари, уређаји се пале и гасе сами од себе, пуцање стакла, нестанци струје... Отац Малоун открива да је цео град у великој опасности, да су сви проклети и да ће се у ноћи стогодишњице града десити велика катастрофа. Невероватно густа магла, која иде спрам правца кретања ветра, са собом доноси духове настрадалих морепловаца који желе да униште сваког ко им се нађе на путу. Стиви Вејн, водитељка једне радио станица са светионика покушава да помогне грађанима говоривши им где да беже од магле, све док и сама не буде угрожена.

## Улоге
| Глумац          | Улога          |
| --------------- | -------------- |
| Адријен Барбо   | Стиви Вејн     |
| Џејми Ли Кертис | Елизабет Соли  |
| Џенет Ли        | Кети Вилијамс  |
| Џон Хаусмен     | Господин Мачен |
| Том Аткинс      | Ник Кестл      |
| Џејмс Кенинг    | Дик Бакстер    |
| Чарлс Сaјферс   | Ден О'Банон    |
| Ненси Лумис     | Сенди Фадел    |
| Тај Мичел       | Енди Вилијамс  |
| Регина Валдон   | Госпођа Кобриц |
| Хал Холбрук     | Отац Малоун    |
| Џон Гоф         | Ал Вилијамс    |
| Џорџ Флауер     | Томи Валес     |
| Дарвин Џостон   | др Фибс        |
| Роб Ботин       | Блејк          |
| Џон Карпентер   | Бенет          |
| Бил Тејлор      | Бартнедер      |
| Фред Френклин   | Ешкрофт        |
| Дароу Игус      | Мел            |